# 本郷町 (日進市)
本郷町（ほんごうちょう）は、愛知県日進市の町名。17の小字が設置されている。

## 地理
日進市中央部に位置し、東は藤島町・藤枝町、北から西は岩崎町、南は蟹甲町・野方町に接する。

### 河川
- 岩崎川
- 天白川

### 小字
- 神田（かみだ）
- 鴻土（こうつち）
- 御器街道（ごきかいどう）
- 古郷（こきょう）
- 小橋（こばし）
- 中島（なかじま）
- 流（ながれ）
- 西原（にしはら）
- 西原北通（にしはらきたどおり）
- 西原中通（にしはらなかどおり）
- 西原南通（にしはらみなみどおり）
- 福井原（ふくいはら）
- 法念寺（ほうねんじ）
- 前川（まえかわ）
- 前田（まえだ）
- 的場（まとば）
- 宮下（みやした）

## 世帯数と人口
2021年（令和3年）12月1日現在の世帯数と人口は以下の通りである。
| 町丁   | 世帯数  | 人口  |
| ------ | ------- | ----- |
| 本郷町 | 283世帯 | 661人 |

## 学区
市立小・中学校に通う場合、学区は以下の通りとなる。また、公立高等学校に通う場合の学区は以下の通りとなる。
| 字・番地等 | 小学校           | 中学校               | 高等学校普通科 |
| ---------- | ---------------- | -------------------- | -------------- |
| 下記以外   | 日進市立北小学校 | 日進市立日進中学校   | 尾張学区       |
| 流の一部   | 日進市立東小学校 | 日進市立日進東中学校 | 尾張学区       |

## 歴史
愛知郡本郷村を前身とする。

### 町名の由来
岩崎・藤島・藤枝、蟹甲新田・北新田・岩藤新田などの中心地であることによるとされる。

### 沿革
- 1889年（明治22年）10月1日 - 町村制施行・合併に伴い、愛知郡白山村大字本郷となる[7]。
- 1906年（明治39年）5月10日 - 合併に伴い、日進村大字本郷となる[7]。
- 1958年（昭和33年）1月1日 - 町制施行に伴い、日進町大字本郷となる[7]。
- 1994年（平成6年）10月1日 - 市制施行に伴い、日進市本郷町となる[8][9]。

### 史跡
- 白山第1号墳（白山宮境内）
- 本郷城跡

## 施設
- 日進市立日進中学校
- 尾三消防本部日進消防署
- 愛知青果市場
- 道の駅マチテラス日進

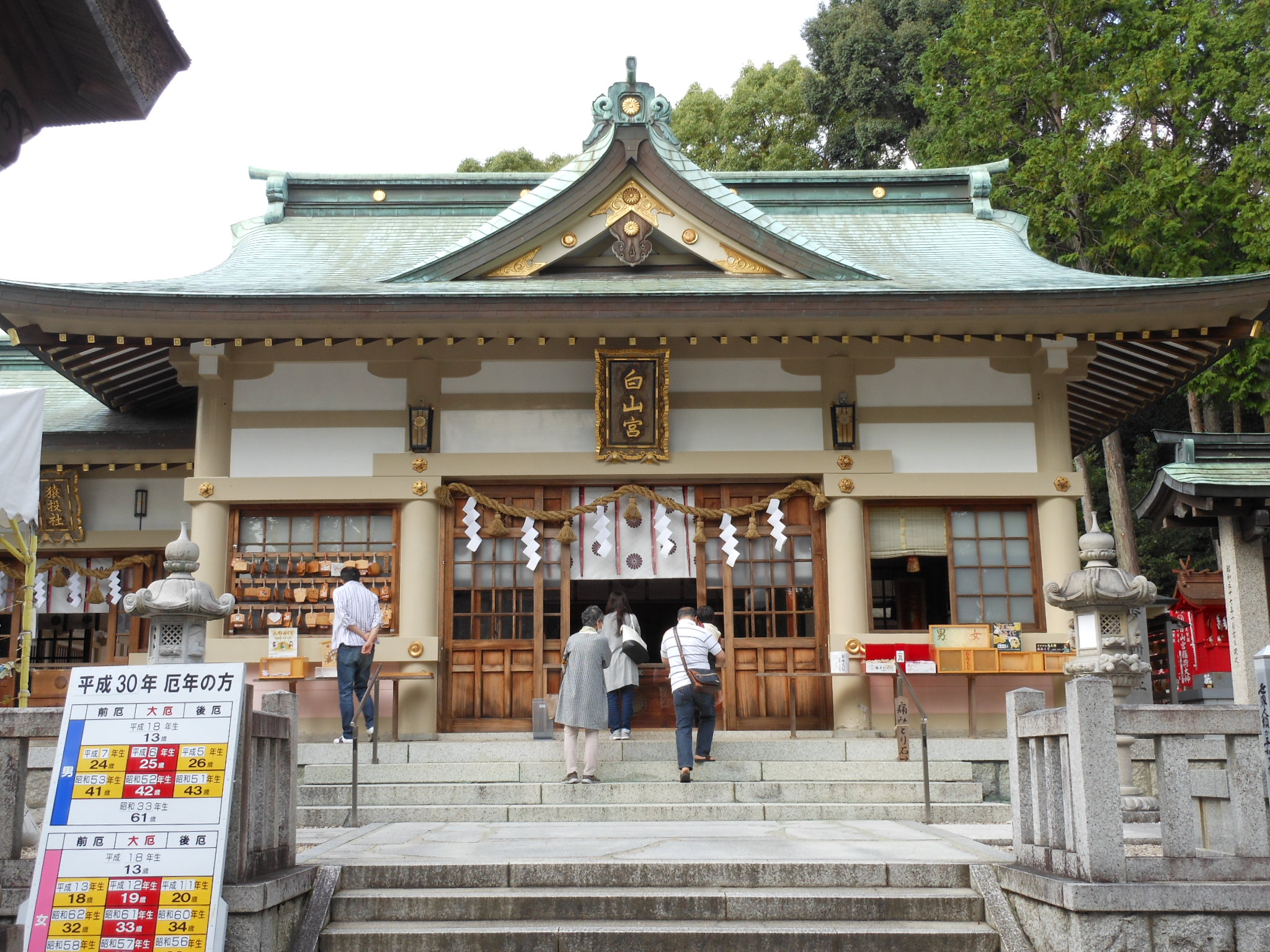
白山宮
- 法輪寺
- 東陽寺

- 白山宮

## 交通
- 愛知県道57号瀬戸大府東海線

## その他

### 日本郵便
- 郵便番号 : 470-0121[2]（集配局：日進郵便局[10]）。